# 佐々木敦
佐々木 敦（ささき あつし、1964年7月8日 - ）は、日本の映画評論家・音楽評論家・文芸評論家・時事評論家、小説家。雑誌編集者。
早稲田大学元客員教授、慶應義塾大学ほか非常勤講師、HEADZ代表。雑誌『エクス・ポ』『ヒアホン』編集人。文学ムック『ことばと』編集長。

## 経歴
愛知県名古屋市生まれ。名古屋市立桜台高等学校を経て、早稲田大学卒業。映画評、音楽評、時評、小説評などを多数の媒体に寄稿する一方、自らの事務所であるHEADZで海外ミュージシャンの昭凱やコンサート、フェスティバルなどの企画制作を手掛ける。
2001年、慶應義塾大学環境情報学部の非常勤講師に着任。2002年から慶應義塾大学湘南藤沢キャンパスおよび武蔵野美術大学で非常勤講師。2006年、東京藝術大学非常勤講師。2007年、慶應義塾大学講師を退任。
2010年10月より早稲田大学文化構想学部、教育学部に出講（教育学部の授業は翌年3月まで）。2012年12月、9年務めた武蔵野美術大学講師を退任。2013年4月より3年間、宮沢章夫の後任として早稲田大学文学学術院文化構想学部表象・メディア論系の客員教授。
2015年6月から、ゲンロン批評再生塾の主任講師（2018年まで）。2017年春から多摩美術大学と東京工業大学で非常勤講師。

### 年譜
- 『カイエ・デュ・シネマ・ジャポン』2号（1991年11月刊行）に荒井晴彦、畑中佳樹、梅本洋一との座談会「映画に向かい合うために：「政治」を失った作家主義、そして90年代の映画批評へ」が掲載される。同誌1992年刊行の第4号（6月）、1993年には同8第号（6月）および同第10号（12月）に寄稿。
- 1995年5月、編集者原雅明とともに渋谷に事務所「HEADZ」を立ち上げる[1]。
- 1997年、音楽誌「Fader」を創刊。
- 1998年、畠中実企画によるシンポジウム「ポスト・サンプリング音楽論」に、クリストフ・シャルル、半野喜弘、久保田晃弘らとともに参加。同年8月発売の『KAWADE夢ムック―'90年代 J-文学マップ』に「'90年代J文学マップ」を寄稿。
- 1999年11月発売の『KAWADE夢ムック―総特集Jコミック作家ファイルBEST145』にて、一條裕子、砂のインタビューを担当。
- 2001年3月30日、ミニコミ誌『EsPresso』のイベント企画「NO BLEND Vol.2」として早稲田大学第二学生会館402号室にて「インプロヴィゼーションの起源と根源」と題した講義を行った。
- 2002年、慶應義塾大学湘南藤沢キャンパスにて春学期の「ポップメディア史」講義を担当。
  - 7月16日の授業ゲストに菊地成孔を迎える[2]。
- 2002年7月、Akufenを昭凱。
- 2002年8月5日-9日に音楽批評家養成集中講義を行う。（東京・渋谷 UPLINK FACTORY）
- 2005年下期、菅聡子とともに『文學界』「新人小説合評」を担当。
- 2006年、慶應義塾大学湘南藤沢キャンパスにて春学期の「ポップメディア史」講義を担当。
  - 授業ゲストは、5月11日：中原昌也、5月18日：古川日出男、5月25日：松江哲明、6月8日：福永信、6月22日：冨永昌敬、7月6日：岡田利規。
- 2006年12月11日（月） 『ストリーム』（TBSラジオ）の1コーナー「サウンドパティスリー」で年間ベストソングとして、絢香「三日月」、Salyu「プラットホーム」、曽我部恵一「土曜の夜に」を選曲。
- 2007年9月、#BRAINZ（講座シリーズ）始動。

- 2015年3月、東浩紀とともに「ゲンロン 佐々木敦 批評再生塾」を始動させる。
- 2017年4月、『すばる』5月号にて連載「#アートートロジー」を開始。
- 2020年3月、『新潮』4月号にて小説「#半睡」を発表[3]。
- 2020年4月、文学ムック『ことばと』編集長就任。

### BRAINZ
- 2007年9月～2008年2月、自身の主宰するインディペントレクチャー・スクール「BRAINZ」にて第1期講座「批評家養成ギブス」を開催。講師は大谷能生、木村覚、仲俣暁生、畠中実、森山裕之そして佐々木自身が務めた。
  - 講座の内容は〈ブレインズ叢書〉として書籍化されている。（#著作節を参照。）
  - 2008年2月、「BRAINZ」2期講座の募集開始。講師は小田昌房、越川道夫、津田大介、松江哲明、佐々木。
  - 2008年5月、講座の第1期受講生有志は「春の文学フリマ2008」で批評文集『アラザル』を制作販売した。
  - 2008年10月、「BRAINZ」の第3期講座について発表。赤坂太輔、ばるぼら、荻原孝文、畠中実、佐々木が講師を務めた。11月の第6回文学フリマに参加。
  - 2009年1月17日、『「批評」とは何か？』『散文世界の散漫な散策』の刊行を記念した対談。「佐々木敦さん×大谷能生さんトークイベント＆サイン会」、ブックファースト新宿店。

### 創刊した雑誌
『Fader』
- 1997年創刊、音楽誌。

『ベクトルズ』
- 2007年10月創刊。大谷能生、木村覚との批評同人誌。第1号とともに『佐々木敦ティーンエイジ赤面作品集　詩と小説1981-1982』を発売。
- 2007年12月、『ベクトルズ』第1号発売（CD-R形式の対談・インタビュー集）。

『ヒアホン』
- 2009年3月3日創刊、音楽誌。

#### エクス・ポ
『エクス・ポ』
- 2007年12月20日、創刊。
- 2008年1月21日より青山ブックセンター本店にて「エクス・ポ」フェア開催。

「『エクス・ポ』第2号発刊記念インストア・イベント」
- 2008年3月15日タワーレコード新宿店
  - 2部構成で、前半はホース（宇波拓、泉智也）のライブ、後半は佐々木、戸塚泰雄（アート・ディレクター）とホースによるトーク・セッション。
- 2009年6月21日、「リターン・オブ・ザ・エクス・ポナイト！！！」渋谷O-nest
- 2013年5月、「エクス・ポナイト」開催。
- 2015年1月10 - 11日 「エクス・ポポポポナイト！」、TSUTAYA O-nest
  - 「エクス・ポナイト」を復活させたイベント。
  - 10日は毛玉、工藤冬里×豊田道倫のライブ、杉本佳一×バストリオのライブとパフォーマンスが行われるほか、さやわか、速水健朗、佐々木によるトーク『ニッポンの音楽のゆくえ』、椹木野衣と佐々木によるトーク『アート、音楽、そして批評』、豊崎由美、矢野利裕、佐々木によるトーク『テン年代の小説論』が開催された。
  - 11日は、ju sei et fillesのライブとしてju seiに中川理沙と村野瑞希（ザ・なつやすみバンド）、テンテンコと滝沢朋恵のユニット「フロリダ」などが参加。ニューヨークから帰国した蓮沼執太のライブ、東葛スポーツのパフォーマンス、菊地成孔と佐々木によるトーク『ゴダールは3Dの夢を見るか？』、磯部涼と九龍ジョーを迎えた佐々木によるトーク『音楽の“現場”はどこにあるか？』が行われた。

## イベントへの出演、または主宰イベント
「第一回批評サミット：批評家トライアスロン！」
- 2006年7月29 - 30日 佐々木の企画により、両日共、司会も務めた。（渋谷アップリンクファクトリー）。
- 出演者は、29日：吉田アミ、雨宮まみ、更科修一郎、仲俣暁生　30日：大谷能生、 三田格、樋口泰人、前田塁（＋市川真人）

「ATAK011 LIVE DVD『ATAK NIGHT 3』発売記念トークショー」
- 2007年10月21日 渋谷慶一郎、東浩紀とトークショー（青山ブックセンター本店。）

『絶対安全文芸批評』刊行記念、東浩紀との対談。
- 2008年3月29日 「文芸批評から遠く離れて」青山ブックセンター本店

『批評とは何か？ 批評家養成ギブス』および前田司郎『大木家のたのしい旅行』の刊行記念
- 2009年1月22日 「ながくトーク（さよなら地獄）」前田との対談（ジュンク堂新宿店）。

『クォンタム・ファミリーズ』刊行記念トーク
- 2010年1月20日、東浩紀との対談（ジュンク堂書店新宿店）。

早稲田祭で上演
- 2010年11月7日、UNKNOWNMIXER a.k.a. 佐々木敦としてDJ。

- 2011年12月17日 「未知との遭遇は如何にして可能か？」と題して千葉雅也と対談。
- 2011年12月22日 「テン年代のリアルとは？」と題して大澤真幸と対談。
- 2014年9月8日 「「音楽」の「出口」とは何か？」と題して小沼純一と対談。
- 2014年9月26日 「ホセ・ドノソとラテンアメリカ文学ブームの作家たち」と題して寺尾隆吉と対談。
- 2014年9月28日「メタフィクションの極意と掟、そしてパラフィクションの誕生？」と題して筒井康隆と対談（青山ブックセンター本店にて）。
- 2014年10月22日 「読むことのはじまりに向かって？」と題して渡部直己と対談。
- 2015年9月28日「日本のロックを語り尽くそうぜ！」と題して川﨑大助と対談（講談社にて）。
- 2017年9月9日、長沢秀之と対談（武蔵野美術大学美術館にて）。
- 2020年9月24日「アイドルを存分に語れるBAR」と題して、吉田豪、南波一海、ぱいぱいでか美と対談（LOFT9 Shibuyaにて）。

## 人物
- 中学校、高校で生徒会長であった。アニメーション作家の山村浩二は高校時代の同級生。
- 2018年5月9日にゲンロンカフェで開催された「批評再生塾　第4期キックオフ＆第3期大反省会！！！！！！──ゲンロン 佐々木敦 批評再生塾 第4期 募集説明会」において自らの批評観を述べた。「人は失敗もするし、運命から逃れられないけれど、そんな自分やこの世界が自分にとって正しいものであるという理論をどうやって自分の中に構築していくかが問題だ。詭弁で自分に納得させていくということではなく、他者にとっても正しいものにできれば、もう世界は組み変わっているといえる。批評の力は自分だけを救うものではなく、社会を変える可能性をもつ」と語った[4]。
- 音楽レーベル「メゴ （英語版）」（本拠地オーストリア・ウィーン 1994年 -）からリリースされた作品を「エクストリミズム」と呼んでいる。『InterCommunication』第26号（特集＝音楽／ノイズ）では「テクノイズ・マテリアリズム??メタ=エレクトロニクス・ミュージック」で、「メゴの電子音響作品は、高周波、低周波ともに可聴範囲ぎりぎり（あるいはそれを超える範囲）までカヴァーしているだけでなく、音量的にも微小から爆音まで異常なまでに幅広い。リスナーの聴覚を拡張させ、ときには多大なダメージを強いることもある、その極端さへの志向は、既存の電子音楽プロパーよりも、いわゆるノイズ・ミュージックとの親近性を強くもっている」と述べた。
- 視力の関係で右からの方が見やすい。

### 主な教え子
早稲田大学
- 深沢レナ。佐々木は深沢の第一詩集『痛くないかもしれません』（七月堂、2017年10月）の帯文にコメントを寄せている。

武蔵野美術大学
- 清原惟、映画監督。

東京藝術大学音楽学部
- 福嶋麻衣子（もふくちゃん）。音楽環境創造科で授業を受講していた。福嶋がプロデュースするでんぱ組.incにはさほど興味はなかったが、「形而上学的、魔法」（2019年）のミュージックビデオを見て、諭吉佳作/men（作詞・作曲）との2名に衝撃を受ける[5]。
- 同学ノイズ研究会の顧問を務めた。

ゲンロン 佐々木敦 批評再生塾
- 南島興、横浜美術館学芸員。

## 著作
おもな著書に『ニッポンの思想』(2009年)、『批評時空間』(2012年)、『ニッポンの文学』(2016年)などがある。
- キーワード事典編集部、シネマハウス 編「エドワード・G・ロビンソン：アメリカ映画の性格俳優の誕生」『男優伝説 : スクリーンに刻まれた男(ヒーロー)たちの肖像』洋泉社〈朝までビデオ : キーワード事典  13-14〉1992
- キーワード事典編集部 共編『カルト・ムービーズ : こだわりの映画読本 : キーワード事典』洋泉社 1993
- 『映画的最前線 1988-1993』水声社 1993
- 『ゴダール・レッスン　あるいは最後から2番目の映画』フィルムアート社 1994、1998年新装版に改版。
- HEADZ、佐々木敦、畠山育子、河野有紀 共編『Modulations official book』アップリンク〈Dice books 2〉2000
- 『テクノイズ・マテリアリズム』青土社 2001
- 『ex-music』河出書房新社 2002
  - 2014年7月、新編集版として『ex-music〈L〉ポスト・ロックの系譜』『ex-music〈R〉テクノロジーと音楽』に分冊
- 『テクノ/ロジカル/音楽論』リットーミュージック 2005
- 佐々木敦、大寺眞輔「第5講 ノイズと探求—『美しき諍い女』ジャック・リヴェット、一九九一」青土社〈現代映画講義〉	2。その他の執筆者は黒沢清、安井豊、樋口泰人、冨永昌敬、青山真治。
- 『ソフトアンドハード—ラジカル・ポップ・クリティック1995-2005』太田出版 2005
- 『（H）EAR—ポスト・サイレンスの諸相』青土社 2006
- 鈴木謙介 編『文化系トークラジオLife (ライフ) : TBSラジオ954kHz』本の雑誌社 2007。他の執筆者は仲俣暁生、柳瀬博一、斎藤哲也、津田大介、森山裕之。
- 『Linernotes』青土社 2008
- 『絶対安全文芸批評』Infasパブリケーションズ〈Infas books〉2008
- 『「批評」とは何か？　批評家養成ギブス』メディア総合研究所〈ブレインズ叢書〉2008
- 『ニッポンの思想』〈講談社現代新書〉2009
- 『文学拡張マニュアル：ゼロ年代を超えるためのブックガイド』青土社 2009
- 『即興の解体／懐胎—演奏と演劇のアポリア』青土社 2011
- 『小説家の饒舌』メディア総合研究所 2011。その他の著者は前田司郎、長嶋有、鹿島田真希、福永信、磯崎憲一郎、柴崎友香、戌井昭人、東浩紀、円城塔、桐野夏生、阿部和重、古川日出男。
- 『未知との遭遇—無限のセカイと有限のワタシ』筑摩書房 2011
- 『批評時空間』新潮社 2012
- 灰野敬二 共著「せめぎあう両極—言葉と即興」『捧げる：灰野敬二の世界』灰野敬二、加藤彰、松村正人 編、河出書房新社 2012。
- 『シチュエーションズ—「以後」をめぐって』文藝春秋 2013
- 「特集101年目からのジョン・ケージ：片山杜秀 細川周平 渋谷慶一郎 近藤譲 佐々木敦 三輪真弘」『アルテス』第4巻（2013SPRING）、アルテスパブリッシング 2013
- 佐々木敦、徳永京子、藤原ちから述「佐々木敦〈批評家/HEADZ主宰〉×徳永京子×藤原ちから」『演劇最強論 : 反復とパッチワークの漂流者たち』徳永京子、藤原ちから 編、飛鳥新社 2013
- 『「4分33秒」論』Pヴァイン〈Ele-king books〉、日販アイ・ピー・エス（発売）2014
- 『あなたは今、この文章を読んでいる。—パラフィクションの誕生』慶應義塾大学出版会 2014
- 『ニッポンの音楽』〈講談社現代新書〉2014
  - 『ニッポンの音楽』増補・決定版、扶桑社〈扶桑社文庫さ25-1〉2023
- 「解説」『ハーモニー』伊藤計劃著、早川書房〈ハヤカワ文庫JA1166〉2014。新版
- 「解説2」『別れる理由』小島信夫 著、水声社〈小島信夫長篇集成4-6〉2015
- 『例外小説論—「事件」としての小説』朝日新聞出版〈朝日選書 941〉2016
- 『ゴダール原論—映画・世界・ソニマージュ』新潮社 2016
- 『ニッポンの文学』〈講談社現代新書〉2016
- 『未知との遭遇』完全版〈星海社新書98〉、講談社（発売）2016
- 東浩紀 共編『再起動する批評：ゲンロン批評再生塾第一期全記録』朝日新聞出版 2017
- 『筒井康隆入門』〈星海社新書115〉講談社（発売）2017
- 『新しい小説のために』講談社 2017
- 「基調報告 ニッポンの文化左翼—ストーリーを続けよう？」『現代日本の批評』市川真人、大澤聡、福嶋亮大、東浩紀、さやわか、講談社 2017
- 古川日出男 共著『「小説家」の二〇年「小説」の一〇〇〇年—ササキアツシによるフルカワヒデオ』Pヴァイン〈Ele-king books〉、日販アイ・ピー・エス（発売）2018
- 『アートートロジー：「芸術」の同語反復』フィルムアート社 2019
- 『この映画を視ているのは誰か？』作品社 2019
- 『私は小説である』幻戯書房 2019。別題『I shall soon be quite dead at last in spite of all』
- 『小さな演劇の大きさについて』Pヴァイン〈Ele-king books〉、日販アイ・ピー・エス（発売）2020
- 『これは小説ではない』新潮社 2020
- 『批評王—終わりなき思考のレッスン』工作舎 2020
- 『絶体絶命文芸時評』書肆侃侃房 2020
- 『それを小説とよぶ』講談社 2020
- 藤原俊通、内野小百合、田中敏志、脇文子 共著『自衛隊心理教官と考える心は鍛えられるのか：レジリエンス・リカバリー・マインドフルネス』遠見書房 2020
- 責任編集『ジャン=リュック・ゴダール = Jean-Luc Godard』宮帯出版社〈フィルムメーカーズ 21〉2020
- 『半睡』書肆侃侃房 2021
- 児玉美月 共著『反=恋愛映画論：『花束みたいな恋をした』からホン・サンスまで』Pヴァイン〈Ele-king books〉、日販アイ・ピー・エス（発売）2022
- 『映画よさようなら』フィルムアート社 2022
- 『ジャン=リュック・ゴダールの革命』Pヴァイン〈Ele-king books〉、日販アイ・ピー・エス（発売）2023
- 足立正生 ほか 共著、中村泰之 監修『Revolution+1 book』大阪：きょうレコーズ、スタジオワープ（発売）2023。執筆者は浅野典子、平野悠、井上淳一、宮台真司、ダースレイダー、栗原康、町山智浩、木澤佐登志、切通理作、鈴木創士、山崎春美、赤坂真理、加藤梅造、嘉ノ海幹彦、芥正彦。

- 『成熟の喪失 : 庵野秀明と"父"の崩壊』（朝日新書）朝日新聞出版 2024